# Фридман, Александр Абрамович
Александр Абрамович Фридман (16 февраля 1933, Москва — 16 октября 2016, там же) — советский и российский экономист, кандидат физико-математических наук (1964). доктор экономических наук (1985), профессор (1988).

## Биография
В 1954 г. окончил Московский государственный педагогический институт им. В.И.Ленина по специальности «математика». С 1964 по 2016 г. работал в Центральном экономико-математическом институте РАН, последняя занимаемая должность — заместитель руководителя Отделения теоретической экономики и математических исследований, заведующий Лабораторией дискретной оптимизации.
Кандидат физико-математических наук (1964), доктор экономических наук (1985).
Являлся одним из крупнейших в России специалистов в области дискретной оптимизации. С конца 1960-х гг. занимался проблемами алмазной промышленности, функционирования рынков алмазов. Под его руководством в ЦЭМИ был выполнен ряд работ по математическому моделированию алмазов, оптимальному их использованию и обработке, открыт новый класс задач об оптимальном вложении тел вращения (бриллиантов) в многогранник (кристалл алмаза), построены методы их решения и технология их реализации на производстве.
Автор более 120 научных работ, в том числе 8 монографий, ряда учебных пособий, научно-методических и аналитических документов. Под его руководством защищено 2 докторских и 17 кандидатских диссертаций.
С 1992 г. был активным участником создания, становления и развития Российской экономической школы, с 1992 по 2004 г. работал проректором по учебной работе, в дальнейшем — советником Президента РЭШ.
Прощание и кремация состоялись 19 октября 2016 г. на Хованском кладбище.

## Награды и звания
Заслуженный деятель науки Российской Федерации (2004), лауреат премии РАН им. В. С. Немчинова (2005).

## Основные работы
- Бабат Л., Фридман А. Параллельные вложения многогранников и эффективное использование природных алмазов // Экономика и математические методы 2015. Т. 51. № 3. — С. 54-64.
- Фридман А. Вечерина О. Значение Кимберлийского процесса для развития мирового алмазного рынка // Экономическая наука современной России 2015. № 2. — С. 35-72.
- Фридман А. Толпежников Л. Вечерина О. Алмазобриллиантовый комплекс России. Вчера, сегодня, завтра. (Глава в монографии «Алмазная книга России». Кн. 2 «Горными тропами») — М.: Горная книга, 2015. — 664 с.
- Фридман А. Феномены мирового алмазного рынка // Экономическая наука современной России. 2014. № 3. — С. 37-55.
- Фридман А. О феноменах мирового алмазного рынка // Экономическая наука современной России. 2013. № 2. — С. 63-75.
- Фридман А. Феномены мирового алмазного рынка // Экономическая наука современной России. 2012. № 4. — С. 62-75.
- Фридман А. Проблемы эффективного использования природных алмазов: современный контекст // Экономика и математические методы. 2011. Т. 47. № 3. — С. 41-55.
- Фридман А. Толпежников Л. Алмазобриллиантовая отрасль России (краткая история, текущее состояние, взгляд в будущее). Гл. в монографии «Мезоэкономика развития». — М.: Наука, 2011. — С. 137—217.
- Фридман А. А., Вечерина О. П. Израиль и Индия — два полюса мирового алмазобриллиантового рынка. — М.: Наука, 2008. — 542 с. (Серия «Экономическая наука современной России»).
- Бабат Л., Фридман А. Параллельные вложения октаэдрических многогранников // Дискретная математика. 2008. Т. 20. Вып. 2. — С. 122—159.